# Erik Dahlbergsallén

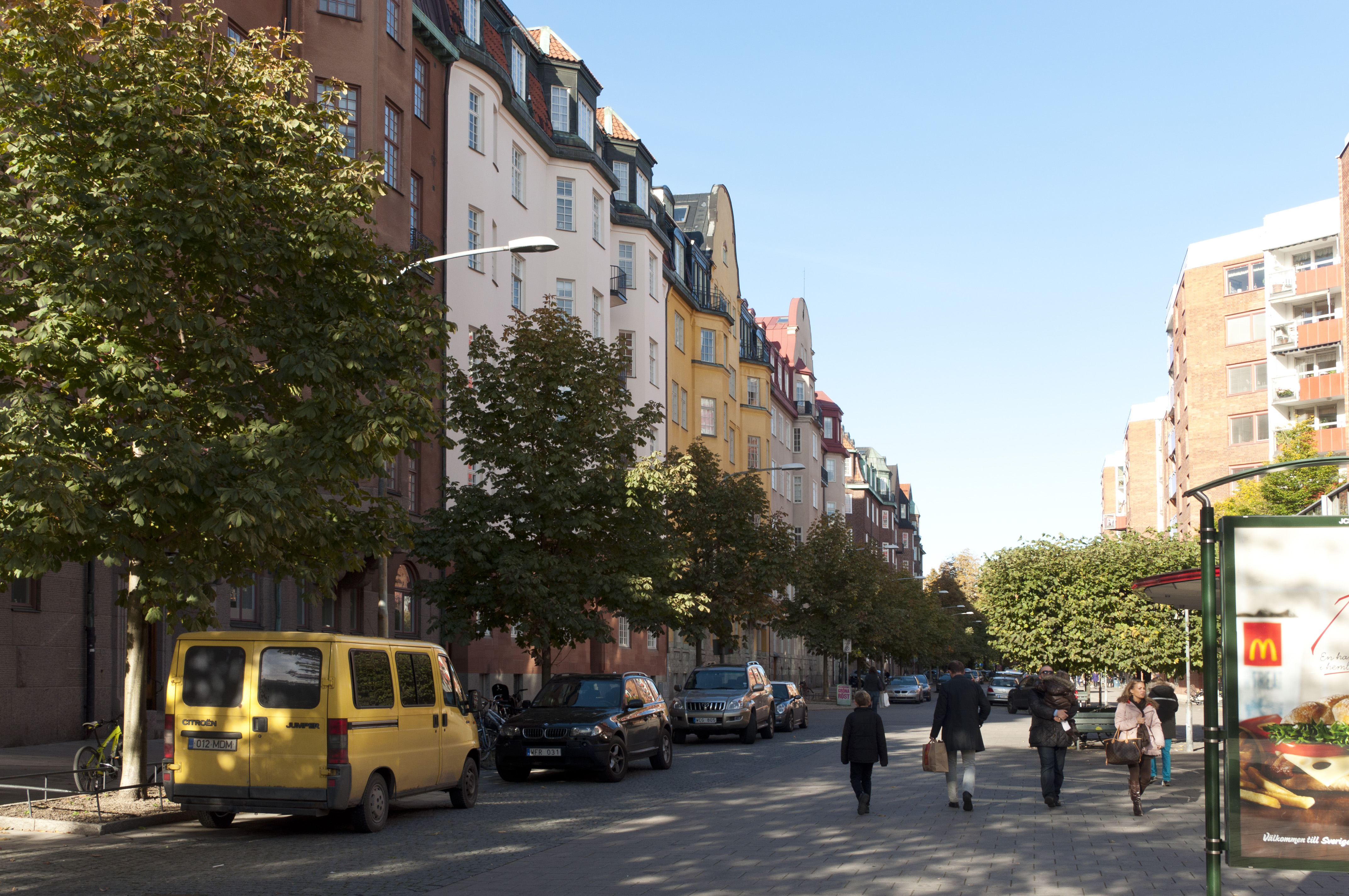
Allén norrut, 2010.

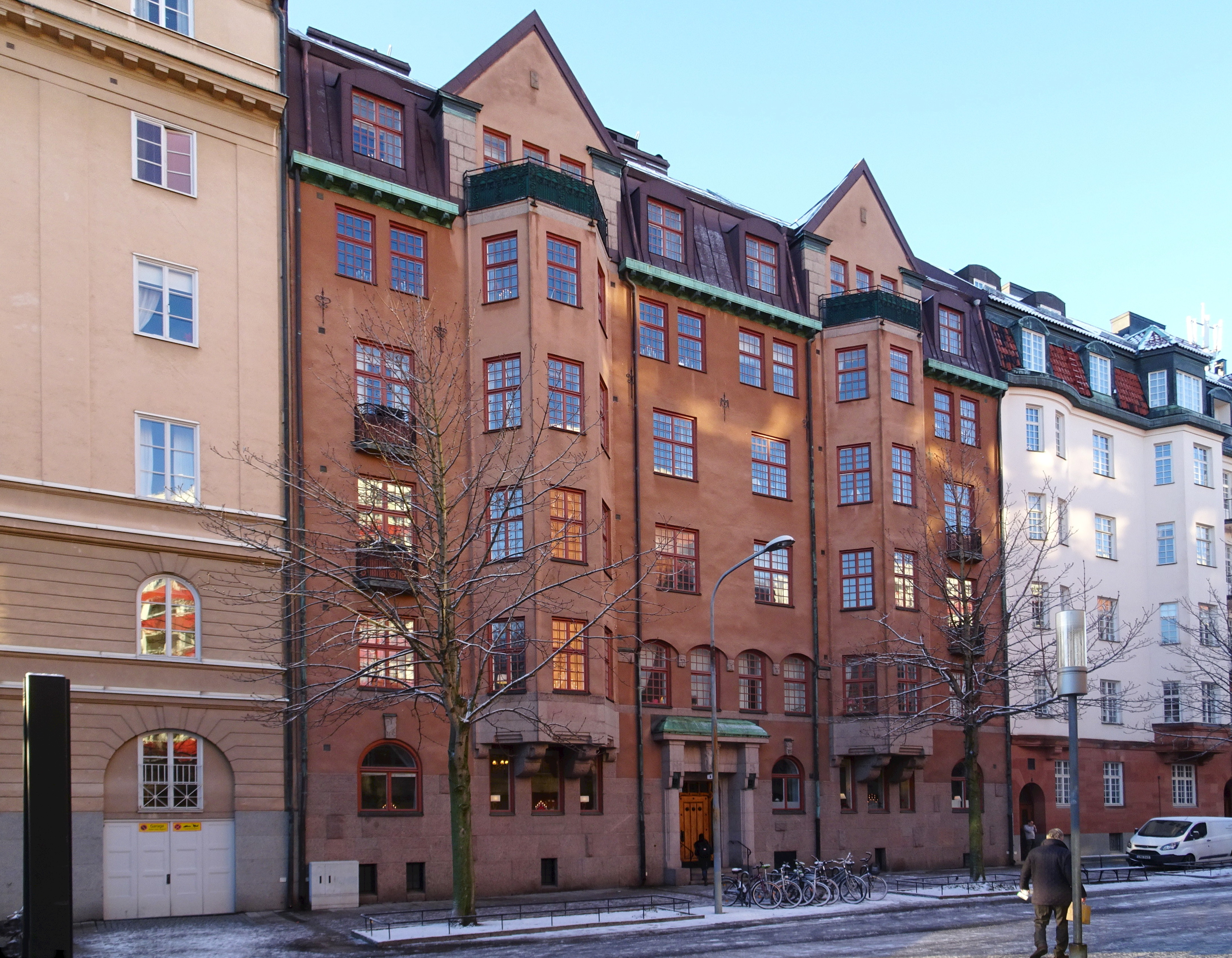
Djursborg 5, Erik Dahlbergsallén 3.

Erik Dahlbergsallén är en gata i stadsdelen Östermalm i centrala Stockholm, som sträcker sig mellan Valhallavägen och Karlaplan. Infart från Valhallavägen eller Karlaplan är ej möjligt.

## Historik
Fram till 1972 var Erik Dahlbergsallén en del av Erik Dahlbergsgatans sträckning söder om Valhallavägen. Från 1910-talet, när kvarteren i omgivningen stadsplanerades, och fram till 1931 hette gatuavsnittet Hjorthagsvägen (ej att förväxla med dagens Hjorthagsvägen i stadsdelen Hjorthagen). I samband med bygget av kvarteret Fältöversten fick gatan sitt nuvarande namn. Den ursprungliga gatunumreringen kvarstår dock. Namnet på gatan kommer från greve och fältmarskalk Erik Dahlbergh (1625-1703).

## Bebyggelsen
Den äldre bebyggelsen längs gatans västra sida härstammar från 1910- och 1920-talen. Bland bostadshusen märks fastigheten Djursborg 5, Erik Dahlbergsallén 3 från 1914 som enligt Stadsmuseet i Stockholm bedöms ha "synnerligen höga kulturhistoriska värden". På östra sidan upptas hela gatans sträckning av inköps- och bostadskvarteret Fältöversten som invigdes 1973.